# پلازا د مایو
پلازا د مایو (اسپانیایی: Plaza de Mayo‎) یکی از میادین اصلی بوینس‌آیرس درپایختت کشور آرژانتین است. بعد از انقلاب ۲۸ می ۱۸۱۰ این مکان همواره محلی برای گفتگوهای سیاسی بوده‌است.